# Revue des patois gallo-romans
La Revue des patois gallo-romans fou una revista francesa de dialectologia que es publicà entre 1887 i 1893.
Va ser el 1887 quan el lingüista suís Jules Gilliéron, aleshores Maître de conférences a l'École pratique des Hautes Etudes amb mossèn Jean-Pierre Rousselot, Chargé de cours d'histoire de la langue française a l'École des Carmes, van fundar aquesta revista que no perdurà gaire temps (de 1887 a 1893 amb només cinc números). La revista pretenia oferir mostres de la diversitat dialectal a l'estat francès i va publicar així textos en parlars occitans, en varietats d'oil, completats amb estudis dialectològics (com per exemple el de la parla d'Arrens per l'escriptor gascó Miquèu Camelat) i cap al final un estudi complet sobre la parla de Cellefrouin del mateix Rousselot.
Aquell mateix any (aquella dècada va ser molt activa pel que fa als estudis dialectals), Emile Blémont i Henry Carnoy, membres de la Société des Traditionnistes, van crear la revista La tradition i Léon Clédat la Revue des patois.
Uns quants anys més tard, Jules Gilliéron va crear el Bulletin de la Société des parlers de France i mossèn Jean-Pierre Rousselot la revista La Parole i la Revue de phonétique.

## Toms
- Tom 1, 1887 (Gallica, archive.org)
- Tom 2, 1888 (Gallica, archive.org)
- Tom 3, 1890 (Gallica, archive.org)
- Tom 4, 1891 (Gallica, archive.org)
- Tom 5, 1892 (Gallica, archive.org)